# Renia salusalis
Renia salusalis là một loài bướm đêm thuộc họ Noctuidae. It is found 
from Colorado, Ohio và Connecticut, phía nam đến Florida và Texas.
Sải cánh dài khoảng 27 mm. Con trưởng thành bay từ tháng 5 đến tháng 9 in the north. There is at least a partial second generation in New Jersey. There are multiple generations in Missouri.
Ấu trùng ăn detritus, bao gồm dead leaves.